# Commission Carrothers
Pour les articles homonymes, voir Carrothers.
La Commission Carrothers (formellement The Advisory Commission on the Development of Government in the Northwest Territories) est une commission mise en place par le gouvernement du Canada dans le but d'étudier le futur du gouvernement des Territoires du Nord-Ouest à partir de 1963. La commission a été dirigée par Alfred Carrothers, professeur de droit à l'université Western Ontario. Carrothers était secondé de Jean Beetz, professeur de droit à l'université de Montréal et spécialiste de la constitution canadienne, et John Havelock Parker, ingénieur minier et maire de Yellowknife
La commission a été mise en place en avril 1963 par le gouvernement de Lester B. Pearson dans le but de trouver une solution aux ressentiments des résidents des Territoires du Nord-Ouest qui avaient l'impression d'avoir peu ou pas de contrôle sur la gestion de leur territoire
Après des enquêtes et des sondages de l'été 1965 au printemps 1966 dans 51 communautés des TNO, la commission dépose son rapport en 1966. Parmi les recommandations émises, le transfert de l'Assemblée législative des Territoires du Nord-Ouest d'Ottawa vers Yellowknife, qui sera réalisé en janvier 1967, ville choisie en raison de sa situation géographique et de l'accès aux principaux moyens de communication et de transport. D'autres recommandation visaient aux transferts de responsabilités en matière d'éducation, de petites entreprises, de travaux publics, d'assistance sociale et de gouvernance locale.
La commission a également conclu que la partition des TNO, même si elle ne semblait pas envisageable au moment du dépôt du rapport, demeure tout de même souhaitable et inévitable à long terme. Un  plébiscite sur la partition eut lieu en 1982 avec un résultat positif, conduisant à la création du Nunavut en 1999.